# Церковь Святого Петра (Тегеран)
Евангелическая церковь Святого Петра в Тегеране (перс.: کلیسای انجیلی پطرس) — протестантская церковь в Тегеране, Иран.

## Местонахождение
Церковь расположена на улице Кавам (خیابان قوام‌السلطنه) (фарси).

## История
Она основана в 1876 году американскими миссионерами на земле, предоставленной Насером ад-Дин Шахом. В настоящее время церковь используется армянскими протестантами и корейскими эмигрантами в Иране.